# بیل برایسون
ویلیام مک گایر برایسون یا بیل برایسون (انگلیسی: Bill Bryson؛ زادهٔ ۸ دسامبر ۱۹۵۱) نویسنده آمریکایی-انگلیسی که آثارش در زمینه سفر ، زبان انگلیسی، علوم و سایر موضوعات غیر داستانی است. وی متولد ایالات متحده است ، ولی بیشتر زندگی بزرگسالی خود را مقیم انگلیس بوده است. او بین سالهای ۱۹۹۵ تا ۲۰۰۳ به ایالات متحده بازگشت و دارای تابعیت دوگانه آمریکا و انگلیس است.
او دارای یازده دکترای افتخاری از دانشگاه‌هایی چون کالج سلطنتی انگلستان، دانشگاه وست‌مینستر، دانشگاه وینچستر و دانشگاه آیووا است.
معروف‌ترین اثر او تاریخ مختصر تقریباً همه‌چیز، در سال ۲۰۰۳ منتشر شد.